# Peridroma juncta
Peridroma juncta är en fjärilsart som beskrevs av Barend J. Lempke 1962. Peridroma juncta ingår i släktet Peridroma och familjen nattflyn. Inga underarter finns listade i Catalogue of Life.